# نیمه‌شکارگر

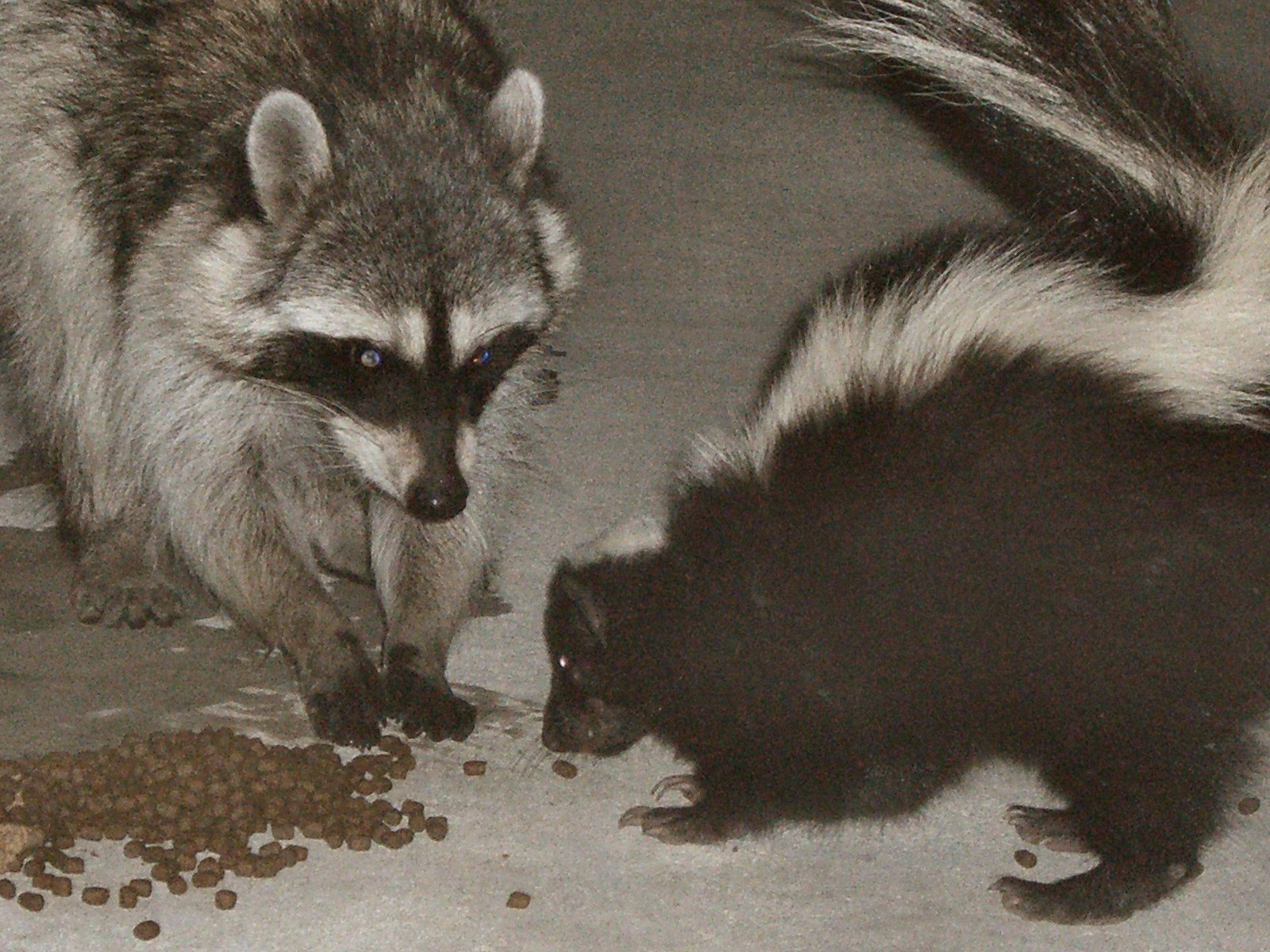
راکون‌ها و گندراسوها، نیمه‌شکارگر هستند. در تصویر یک راکون معمولی و یک گندراسوی راه‌راه در حال خوردن غذای گربه در یک منطقه شهری هستند.

نیمه‌شکارگر (به انگلیسی: Mesopredator)، یک شکارگر با رتبه میانی در وسط یک سطح تغذیه‌ای است که معمولاً جانوران کوچک‌تر را شکار می‌کند. نیمه‌شکارگرها اغلب در اکوسیستم بسته به شبکهٔ غذایی متفاوت هستند. در حالی که هیچ اندازه‌گیری قطعی برای نیمه‌شکارگرها وجود ندارد، معمولاً به آنها متوسط‌جثه می‌گویند. اگرچه این می‌تواند به بزرگی شکارچی راس هرم و اینکه طعمه نیمه‌شکارگر چیست بستگی دارد. هنگامی که گونه‌های جدید به اکوسیستم معرفی می‌شوند، نقش نیمه‌شکارگر اغلب تغییر می‌کند. اگر یک گونه حذف شود نیز، همین اتفاق می‌افتد.